# Veszelyíta
La veszelyíta o veszelyita es un mineral de la clase de los minerales fosfatos. Fue descubierta en 1874 en la localidad de Ocna de Fier en la región de Banato (Rumanía), siendo nombrada así en honor de A. Veszelyi, ingeniero de minas húngaro que descubrió este mineral. Un sinónimo poco usado es arakawaíta.

## Características químicas
Es un fosfato hidroxilado e hidratado de cobre, que cristaliza en el sistema cristalino monoclínico. Considerado antes un fosfato de cinc y cobre por las típicas impurezas de cinc que suele tener.

## Formación y yacimientos
Es un raro mineral de formación secundaria en los yacimientos de minerales del cobre, que aparece en la zona de oxidación a la intemperie de algunos de estos depósitos, típicamente en los que también contienen cinc.
Suele encontrarse asociado a otros minerales como: pseudomalaquita, malaquita, hemimorfita, piromorfita, kipushita, vauquelinita, libethenita, cuarzo, óxidos de hierro, auricalcita o brochantita.